# Anoteropsis hallae
Anoteropsis hallae Vink, 2002 è un ragno appartenente alla famiglia Lycosidae.

## Etimologia
Il nome proprio della specie è in onore della raccoglitrice degli esemplari dell'olotipo: la signora Grace Hall amica del descrittore.

## Caratteristiche
Si distingue dalle altre specie del genere per la punta a forma di mezzaluna dell'apofisi mediana del bulbo maschile e quella degli scleriti esterni dell'epigino. Morfologicamente simile ad A. westlandica, se ne distingue per l'apofisi mediana rastremata leggermente verso la punta e per il labbro posteriore dell'epigino che non è a forma di "V".
L'olotipo maschile rinvenuto ha lunghezza totale è di 5,40mm; la lunghezza del cefalotorace è di 3,00mm; e la larghezza è di 1,00mm.

## Distribuzione
La specie è stata reperita nella Nuova Zelanda meridionale: l'olotipo maschile è stato rinvenuto in località Heaphy Track, poco distante dalla foce del fiume Heaphy, all'interno del North West Nelson Conservation Park, nella regione di West Coast.

## Tassonomia
Al 2016 non sono note sottospecie e dal 2002 non sono stati esaminati nuovi esemplari.